# Heather Stefanson

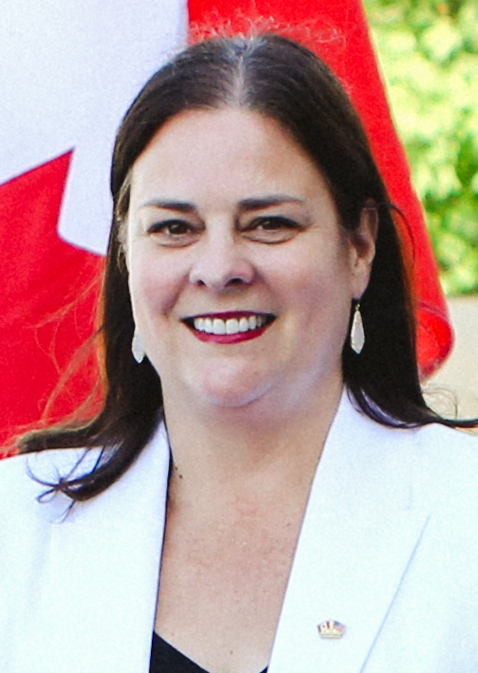
Heather Stefanson (2022)

Heather Dorothy Stefanson (* 11. Mai 1970 in Winnipeg, Manitoba) ist eine kanadische Politikerin der Progressive Conservative Party of Manitoba, die unter anderem vom 2021 bis 2024 Vorsitzende der Progressive Conservative Party of Manitoba sowie zwischen 2021 und 2023 Premierminister von Manitoba war. Sie war damit als erste Frau in der Geschichte Manitobas Premierministerin dieser Provinz.

## Leben
Heather Dorothy Stefanson absolvierte nach dem Besuch der St. John’s-Ravenscourt School in Winnipeg ein Studium der Politikwissenschaften an der University of Western Ontario, welches sie mit einem Bachelor of Arts (B.A. Political Science) beendete, und war danach unter anderem als Beraterin verschiedener Politiker tätig. Bei einer Nachwahl im Wahlkreis „Tuxedo“ wurde sie am 21. November 2000 als Nachfolgerin des früheren Premierministers Gary Filmon erstmals zum Mitglied der Legislativversammlung von Manitoba gewählt und vertrat diesen Wahlkreis nach ihren Wiederwahlen am 3. Juni 2003, 22. Mai 2007, 4. Oktober 2011, 19. April 2016, 10. September 2019 sowie am 3. Oktober 2023 bis zu ihrem Rücktritt am 6. Mai 2004, woraufhin Carla Compton von der New Democratic Party of Manitoba (NDP) diesen Wahlkreis bei einer Nachwahl gewann.
Am 3. Mai 2016 wurde Heather Stefanson in die Regierung von Premierminister Brian Pallister berufen und war in dieser bis zum 5. Januar 2021 stellvertretende Premierministerin sowie zugleich zwischen dem 3. Mai 2016 und dem 1. August 2018 Justizminister, Generalstaatsanwalt und Siegelbewahrer des Großen Siegels der Provinz. Im Zuge einer Umbildung der Regierung Pallister fungierte sie daraufhin vom 1. August 2018 bis zum 5. Januar 2021 als Familienministerin beziehungsweise nach einer weiteren Kabinettsumbildung zwischen dem 5. Januar und dem 18. August 2021 als Minister für Gesundheit und Seniorenpflege.
Am 30. Oktober 2021 wurde Heather Stefanson nach der kommissarischen Amtsführung von Kelvin Goertzen neue Vorsitzende der Progressive Conservative Party of Manitoba und verblieb in dieser Funktion bis zum 15. Januar 2004, woraufhin Wayne Ewasko neuer kommissarischer Parteivorsitzender wurde. Als Nachfolgerin von Goertzen wurde sie zudem am 2. November 2021 als erste Frau in der Geschichte Manitobas auch Premierministerin von Manitoba sowie Präsidentin des Exekutivrates. In ihrem Kabinett bekleidete sie des Weiteren vom 2. November 2021 bis zum 18. Oktober 2023 das Amt der Ministerin für zwischenstaatliche Angelegenheiten und internationale Beziehungen. Bei den Wahlen am 3. Oktober 2023 erlitt ihre Progressive Conservative Party eine Niederlage und erreicht nur noch 22 der 57 Sitze in der Legislativversammlung, während die NDP mit 34 Mandaten die stärkste Kraft wurde. Die Manitoba Liberal Party war nach dieser Wahl nur noch mit einem Abgeordneten im Provinzparlament vertreten. Daraufhin wurde Wab Kinew von der NDP am 18. Oktober 2023 neuer Premierminister. Aus ihrer Ehe mit Jason Stefanson gingen zwei Kinder hervor.